# Страстоцвет съедобный
Страстоцвет съедобный, или пассифлора съедобная, или гранадилла, или мараку́йя (лат. Passiflora edulis) — вечнозелёная тропическая лиана, вид растений из рода Страстоцвет (Passiflora) семейства Страстоцветные (Passifloraceae).

## Этимология
Родовые названия растения «passiflora, страстоцвет» связаны со Страстями Христовыми, а название «гранадилла» – со схожестью плодов с плодами гранатов.
На других языках страстоцвет съедобный называется, в частности, на английском — passion fruit или passionfruit, на французском — grenadille, на испанском — maracuyá, на португальском — maracujá, на гавайском — lilikoʻi.
Иногда плоды ошибочно называют плодами страсти и приписывают им свойства увеличения потенции, что, видимо, связано с незнанием истории возникновения названия растения, которое произошло от слова страсть не в понимании полового возбуждения, а в его историческом религиозном значении (страдание).

## Распространение
Растение родом из Южной Америки (Бразилии, Аргентины, Парагвая).
Культивируется в Новой Зеландии, на Гавайях, Галапагосских островах, в Макаронезии, Израиле, на Шри-Ланке, по всей Юго-Восточной Азии.

## Биологическое описание
Надземная часть — вечнозелёная лиана длиной до 10 м. Листья очерёдные, глубокотрёхлопастные, тёмно-зелёные, длиной до 20 см, край листовой пластинки — мелкозубчатый.
Цветки одиночные, до 3 см в диаметре. Чашелистиков пять, лепестков пять, тычинок пять.
Плоды имеют шаровидную или продолговато-яйцевидную форму, их окраска жёлтая или фиолетовая. Созревание происходит через 70—80 дней после опыления.

## Применение
Плоды съедобны. Кисло-сладкий сок плодов имеет высокие тонизирующие свойства (обычно смешивается с апельсиновым соком, добавляется в йогурты и т. п.), а также используется в фармацевтике и косметологии.
- Плоды
- Плоды употребляют в свежем виде
- Сок из плодов
- Джем из плодов
- Кекс с плодами; видны семена
- Мусс с плодами

## Энергетическая ценность
236 граммов сока свежих плодов страстоцвета съедобного содержит (% от суточной нормы для взрослого человека): витамин С (36 %), пищевые волокна (42 %), витамины группы В, рибофлавин (11 %) и ниацин (никотиновая кислота) (10 %), железо (12 %) и фосфор (10 %).